# Musotima incrustalis
Musotima incrustalis là một loài bướm đêm trong họ Crambidae.